# Francesco Gabrielli (attore teatrale)

Stemma di famiglia

Francesco Gabrielli, noto anche con lo pseudonimo di Scapino (Firenze, 1588 – Faenza, 1636), è stato un attore teatrale italiano.

## Biografia
Nato nel ramo fiorentino dell’antica e nobile famiglia dei Gabrielli di Gubbio, figlio d'arte, ben presto intraprese la carriera di attore e acquisì il repertorio comico degli Zanni dal padre Giovanni Gabrielli detto il Sivello.
Nei primi del Seicento entra a far parte della Compagnia degli Accesi di Pier Maria Cecchini e poi nella Compagnia dei Confidenti: in entrambe avrà come compagno Ottavio Onorati, in arte Mezzettino. Nei Confidenti trovò la sua futura moglie, in arte Spinetta, dalla quale ebbe la figlia Diana: non sappiano se si trattò di figlia unica causa insufficienza di fonti in materia.
Bravo cantore, tanto da dotare la sua maschera, Scapino, di capacità musicali degne di nota, recitò nel Granducato di Toscana per Don Giovanni de' Medici, nel Ducato di Mantova grazie alle corrispondenze di Don Giovanni con i Gonzaga e in Francia dove ottenne grande successo.
Nel 1629 Niccolò Barbieri dedicò a Scapino e a Mezzettino una commedia chiamata L'inavertito, overo Scappino disturbato e Mezzettino travagliato, mentre Molière scrisse per lui, postuma, la celebre Le furberie di Scapino.